# BNP Paribas Masters 2016
BNP Paribas Masters 2016 byl profesionální tenisový turnaj mužů, hraný jako součást okruhu ATP World Tour, v komplexu arény Bercy na krytých dvorcích s tvrdým povrchem. Probíhal mezi 31. říjnem až 6. listopadem 2016 ve francouzské metropoli Paříži jako čtyřicátý pátý ročník.
Turnaj se po grandslamu a Turnaji mistrů se řadil třetí nejvyšší kategorie okruhu, ATP World Tour Masters 1000, a představoval závěrečnou událost této devítidílné série, když na ni bezprostředně navázal londýnský Turnaj mistrů. Dotace pařížské akce činila 4 300 755 eur. 
Nejvýše nasazeným hráčem ve dvouhře se stal obhájce trofeje a první tenista světa Novak Djoković ze Srbska, kterého ve čtvrtfinále vyřadil Marin Čilić. Jako poslední přímý účastník do hlavní singlové soutěže nastoupil 50. ukrajinský hráč žebříčku Illja Marčenko, který prohrál úvodní zápas s německým kvalifikantem Janem-Lennardem Struffem.
Singlovou trofej vybojoval 29letý Skot Andy Murray. Již postupem do finále se stal historicky 26. světovou jedničkou žebříčku ATP, v jeho vydání ze 7. listopadu 2016, jakožto první britský hráč ve dvouhře a nejstarší debutant na této pozici od června 1974, kdy do čela klasifikace vystoupal 30letý Australan John Newcombe. Murraymu se podařilo posunout do čela žebříčku díky finálové účasti, po odstoupení Raonice v semifinále, a Djokovićově vyřazení před semifinálovou fází. Srb tak opustil první pozici po šňůře 122 týdnů na čele bez přerušení, respektive celkové délce 223 týdnů Čtvrtou společnou trofej ve čtyřhře získal finsko-australský pár Henri Kontinen a John Peers. Oba si tak připsali první triumf na turnaji ATP World Tour Masters 1000.

## Distribuce bodů a finančních odměn

### Distribuce bodů
| Soutěž  | vítězové | finalisté | semifinalisté | čtvrtfinalisté | 16 v kole | 32 v kole | 64 v kole | Q  | Q2 | Q1 |
| ------- | -------- | --------- | ------------- | -------------- | --------- | --------- | --------- | -- | -- | -- |
| dvouhra | 1000     | 600       | 360           | 180            | 90        | 45        | 10        | 25 | 16 | 0  |
| čtyřhra | 1000     | 600       | 360           | 180            | 90        | 0         | —         | —  | —  | —  |

### Finanční odměny
| Soutěž                                      | vítězové | finalisté | semifinalisté | čtvrtfinalisté | 16 v kole | 32 v kole | 64 v kole | Q2     | Q1     |
| ------------------------------------------- | -------- | --------- | ------------- | -------------- | --------- | --------- | --------- | ------ | ------ |
| dvouhra                                     | €746 550 | €366 035  | €184 230      | €93 680        | €48 645   | €25 650   | €13 845   | €3 065 | €1 560 |
| čtyřhra                                     | €222 150 | €108 750  | €54 550       | €28 000        | €14 470   | €7 640    | —         | —      | —      |
| v deblových soutěžích uváděna částka na pár |          |           |               |                |           |           |           |        |        |

## Dvouhra

### Nasazení hráčů
| Země                          | Hráč                  | ATP | Nasazení |
| ----------------------------- | --------------------- | --- | -------- |
| Srbsko                        | Novak Djoković        | 1.  | 1.       |
| Spojené království            | Andy Murray           | 2.  | 2.       |
| Švýcarsko                     | Stan Wawrinka         | 3.  | 3.       |
| Kanada                        | Milos Raonic          | 4.  | 4.       |
| Japonsko                      | Kei Nišikori          | 5.  | 5.       |
| Rakousko                      | Dominic Thiem         | 9.  | 6.       |
| Česko                         | Tomáš Berdych         | 10. | 7.       |
| Belgie                        | David Goffin          | 11. | 8.       |
| Chorvatsko                    | Marin Čilić           | 12. | 9.       |
| Španělsko                     | Roberto Bautista Agut | 14. | 10.      |
| Francie                       | Jo-Wilfried Tsonga    | 15. | 11.      |
| Francie                       | Richard Gasquet       | 16. | 12.      |
| Francie                       | Lucas Pouille         | 17. | 13.      |
| Bulharsko                     | Grigor Dimitrov       | 18. | 14.      |
| Španělsko                     | David Ferrer          | 19. | 15.      |
| Uruguay                       | Pablo Cuevas          | 21. | 16.      |
| Žebříček ATP k 24. říjnu 2016 |                       |     |          |

### Jiné formy účasti na turnaji

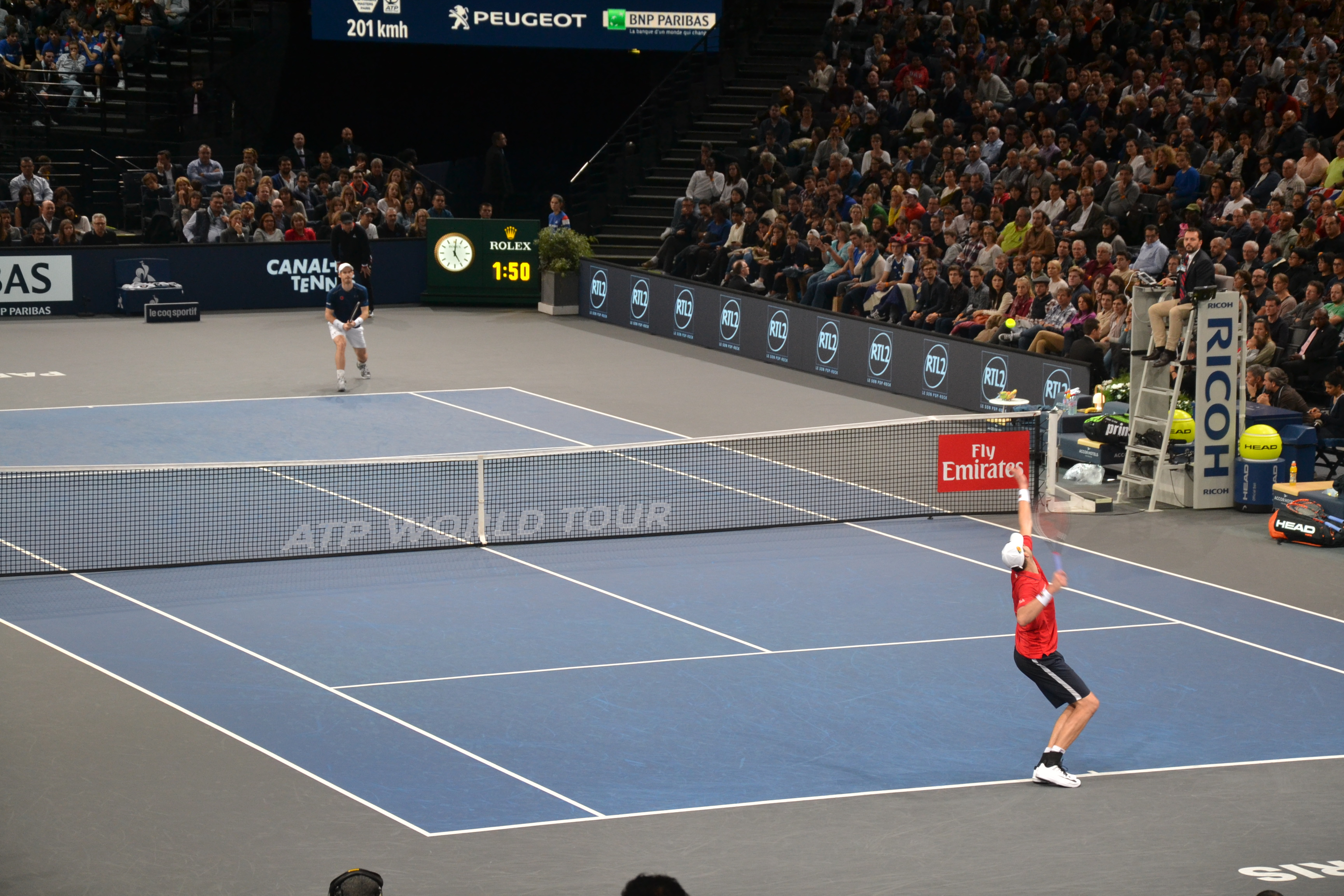
Podávající John Isner ve finále

Následující hráči obdrželi divokou kartu do hlavní soutěže:
- Adrian Mannarino
- Paul-Henri Mathieu
- Stéphane Robert

Následující hráči postoupili z kvalifikace:
- Julien Benneteau
- Robin Haase
- Pierre-Hugues Herbert
- Dušan Lajović
- Andreas Seppi
- Jan-Lennard Struff

Následující hráč obdržel do hlavní soutěže zvláštní výjimku:
- Mischa Zverev

### Odhlášení
před začátkem turnaje
- Roger Federer (poranění kolena) → nahradil jej  Pablo Carreño Busta
- Nick Kyrgios (suspenzace) → nahradil jej  Fabio Fognini
- Gaël Monfils → nahradil jej  Guido Pella
- Rafael Nadal (poranění zápěstí) → nahradil jej  Illja Marčenko
- Sam Querrey → nahradil jej  Nicolas Mahut
- Bernard Tomic → nahradil jej  Fernando Verdasco
- Alexander Zverev → nahradil jej  Nicolás Almagro

## Čtyřhra

### Nasazení párů
| Země                                                                     | Hráč                  | Země      | Hráč           | ATP | Nasazení |
| ------------------------------------------------------------------------ | --------------------- | --------- | -------------- | --- | -------- |
| Francie                                                                  | Pierre-Hugues Herbert | Francie   | Nicolas Mahut  | 4.  | 1.       |
| Spojené království                                                       | Jamie Murray          | Brazílie  | Bruno Soares   | 6.  | 2.       |
| USA                                                                      | Bob Bryan             | USA       | Mike Bryan     | 10. | 3.       |
| Nizozemsko                                                               | Jean-Julien Rojer     | Rumunsko  | Horia Tecău    | 19. | 4.       |
| Španělsko                                                                | Feliciano López       | Španělsko | Marc López     | 23. | 5.       |
| Brazílie                                                                 | Marcelo Melo          | Kanada    | Vasek Pospisil | 24. | 6.       |
| Jižní Afrika                                                             | Raven Klaasen         | USA       | Rajeev Ram     | 32. | 7.       |
| Indie                                                                    | Rohan Bopanna         | Kanada    | Daniel Nestor  | 40. | 8.       |
| Žebříček ATP k 24. říjnu 2016; číslo je součtem umístění obou členů páru |                       |           |                |     |          |

### Jiné formy účasti
Následující páry obdržely divokou kartu do hlavní soutěže:
- Jonathan Eysseric /  Tristan Lamasine
- Quentin Halys /  Adrian Mannarino

## Přehled finále

### Mužská dvouhra
- Andy Murray vs.  John Isner, 6–3, 6–7(4–7), 6–4

### Mužská čtyřhra
- Henri Kontinen /  John Peers vs.  Pierre-Hugues Herbert /  Nicolas Mahut, 6–4, 3–6, [10–6]